# 霍宗光
霍宗光，山西大同人，清朝政治人物、同進士出身。
道光二年（1822年）壬午恩科進士。道光十五年，任海澄縣知縣。道光二十三年，署桐梓縣知縣。